# Griesberg (Hildesheimer Wald)
Der Griesberg bei Bad Salzdetfurth im niedersächsischen Landkreis Hildesheim ist mit 358,9 m ü. NHN der höchste Berg im zum Innerstebergland gehörenden Hildesheimer Wald.

## Geographie

### Lage
Der Griesberg befindet sich im Südosten des Hildesheimer Waldes zwischen der Kernstadt von Bad Salzdetfurth im Osten und dem Dorf Petze im Südwesten, einem östlichen Ortsteil von Sibbesse. Seine Gipfelregion gehört zum Gebiet von Almstedt, Teile der Ost- und Südflanke zählen zum Stadtgebiet von Bad Salzdetfurth und untere Teile der Südwestflanke zum Gemeindegebiet von Sibbesse. Südöstlich des Berges fließt der Klusbach als westlicher Zufluss der Lamme und nordwestlich die Kalte Beuster als rechter Quellbach der Beuster.

### Naturräumliche Zuordnung
Der Griesberg gehört in der naturräumlichen Haupteinheitengruppe Weser-Leine-Bergland (Nr. 37), in der Haupteinheit Innerstebergland (379) und in der Untereinheit Hildesheimer Bergland (379.0) zum Naturraum Hildesheimer Wald (379.01).

## Fernmeldeturm Sibbesse
Auf dem Griesberg steht seit 1973 der 130 m hohe Fernmeldeturm Sibbesse, der öffentlich nicht zugänglich ist. Er dient nichtöffentlichem Richtfunk und versorgt sein Umland mit Rundfunkprogrammen.

## Verkehr und Wandern
Östlich vorbei am Griesberg führt durch Bad Salzdetfurth in Nord-Süd-Richtung die Landesstraße 490, von der in Östrum die durch Breinum, Almstedt, Segeste und Petze überwiegend nordwestwärts nach Sibbesse führende L 482 abzweigt. Zum Beispiel an diesen Straßen beginnend kann der Berg auf zumeist Waldwegen und -pfaden erwandert werden.